# Extrait du journal d'un idéaliste
Extrait du journal d’un idéaliste (en russe : Iz vospomianii idealista) est une nouvelle d’Anton Tchekhov, parue en 1885. 

## Historique
Extrait du journal d’un idéaliste est initialement publié dans la revue russe Le Réveil-matin, no 25, du 27 juin 1885, sous le pseudonyme Le Frère de mon frère. Cette nouvelle est également traduite en français sous le titre Tiré des mémoires d'un idéaliste.

## Résumé
Le narrateur prend vingt-huit jours de congé pour aller à Pérerva. Il veut écouter les oiseaux et se promener en forêt. Il a loué, sur les conseils d’un ami, une chambre chez Sophie Kniguine. Croyant arriver chez une vieille logeuse, il est ébloui à son arrivée par la beauté de Mlle Kniguine et l’impression de bien-être que l’on ressent à son contact. À peine mentionne-t-elle le tarif de vingt cinq roubles pour le mois.
Les jours défilent, les repas sont excellents, les discussions quotidiennes autour du café-crème et des confiseries, petits verres de vodka, cerises, promenades et, finalement, l’amour avec Sophie.
Au bout d’un mois, les amants se quittent les larmes aux yeux. Il demande sa note, deux cent douze roubles ! Chaque verre de vodka lui a été compté, chaque tasse de café et, pour couronner le tout, le prix de la prestation de Sophie est facturée soixante-quinze roubles. Il va devoir emprunter pour rentrer chez lui.

## Édition française
- Tiré des mémoires d’un idéaliste, traduit par Madeleine Durand et Edouard Parayre, Les Éditeurs Français Réunis, 1955, numéro d’éditeur 431.